# Christian Church (Disciples of Christ)
Christian Church (Disciples of Christ) (abgekürzt: Disciples of Christ oder Christian Church) ist eine evangelische Kirche in der Tradition des Restoration Movement. Sie wird in den USA als Mainline Church gezählt. Zur Kirche gehören etwa 277.864 Mitglieder (2022).

## Geschichte

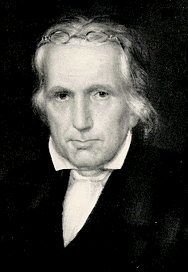
Thomas Campbell

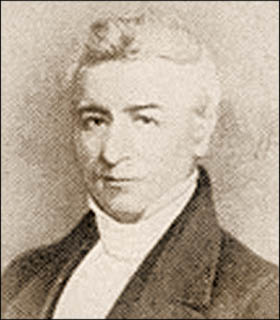
Alexander Campbell

Die Ursprünge der Kirche liegen im Stone-Campbellschen Restoration Movement zu Anfang des 19. Jahrhunderts, einer religiösen Erweckungsbewegung. Sie wurde von Thomas Campbell und Alexander Campbell aus West Virginia sowie von Barton Stone aus Kentucky gegründet. Die Campbells und Barton waren ursprünglich Presbyterianer. Frauenordination ist in dieser Kirche schon seit 1810 möglich. Die Segnung gleichgeschlechtlicher Paare wurde erlaubt.

## Lehre und Struktur
Das grundlegende Bekenntnis der Christian Church (Disciples of Christ) ist kurz und orientiert sich an einigen Aussagen des Neuen Testaments.

As members of the Christian Church,

We confess that Jesus is the Christ,

the Son of the living God,

and proclaim him Lord and Savior of the world.

„Als Mitglieder der christlichen Kirche

bekennen wir, dass Jesus der Christus ist

der Sohn des lebendigen Gottes

und preisen ihn als Herrn und Erlöser der Welt.“

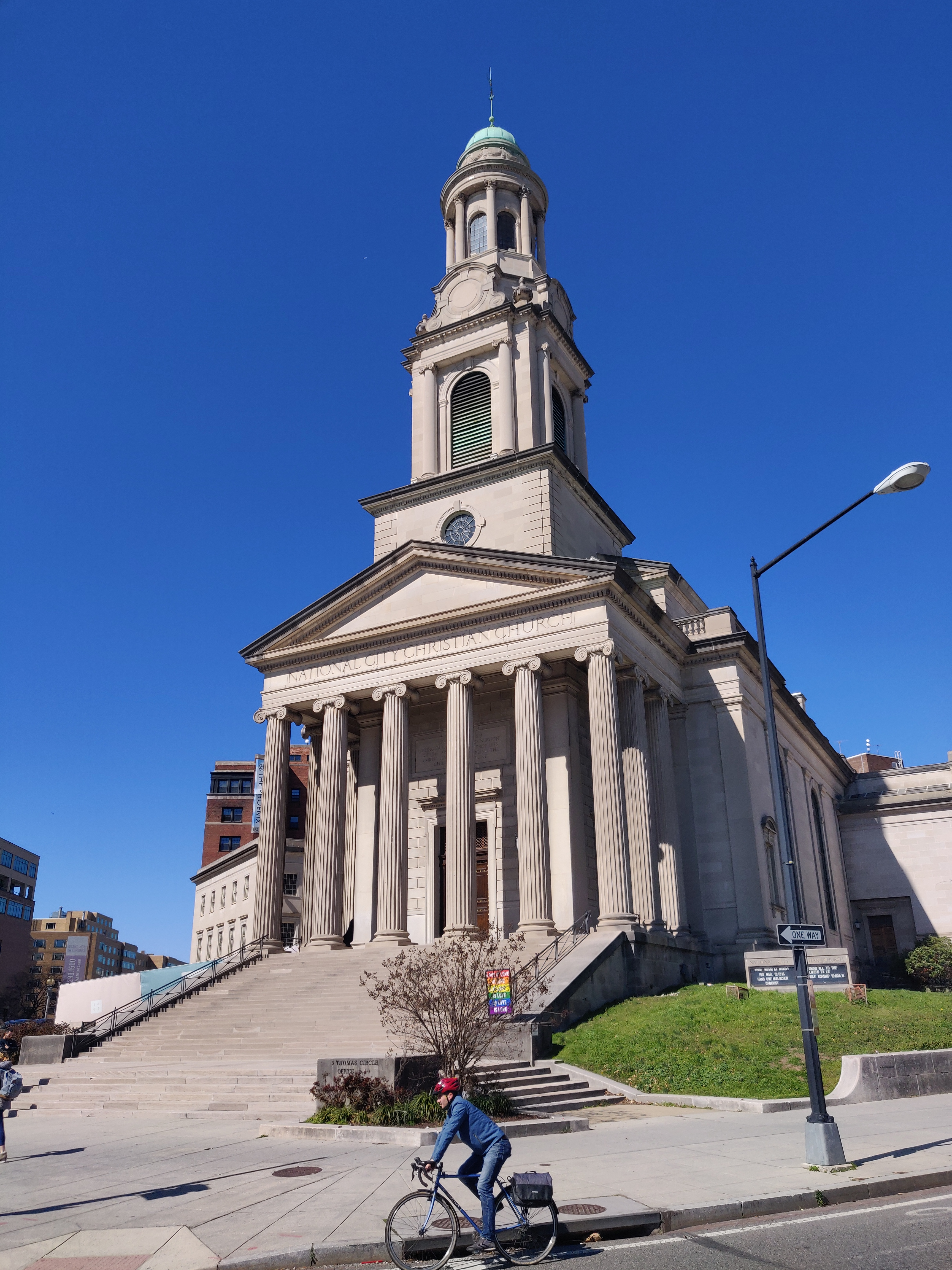
National City Christian Church in Washington, D.C.

Rick Spleth, ein Geistlicher der Christian Church (Disciples of Christ) in Indiana, hat zehn Glaubensgrundsätze der Diciples of Christ formuliert:
- Die wöchentliche Feier des Abendmahls, die Mahlgemeinschaft bildet das Zentrum des Gemeindelebens
- Die Gläubigentaufe durch Untertauchen, die Säuglingstaufe wird nicht praktiziert
- Offene Mitgliedschaft, die eigene Tradition wird nicht als einzig gültige verstanden
- Eine Haltung der Toleranz und Ablehnung von Glaubensbekenntnissen in der Funktion von Glaubensprüfungen. Vielfalt wird als Stärke gesehen, es wird keine einheitliche Interpretation der Bibel oder des christlichen Lebens von allen erwartet
- Die Bedeutung der Heiligen Schrift, die Bibel wird als das inspirierte Wort Gottes verstanden und im historischen und sozialen Kontext gelesen und gehört
- Kongregational, aber freiwillig verbunden. Jede Gemeinde entscheidet selbst über ihr Leben und ihre Dienste, steht aber mit den anderen Gemeinden der Disciples of Christ in voller Gemeinschaft, um die Universalität der Kirche zu vergegenwärtigen
- Die Bejahung der Gemeindeleitung durch Frauen, da Gott allen Menschen geistliche Gaben gibt und kein Amt oder Rolle im Leben der Kirche nach Geschlecht einschränkt
- Schwerpunkt auf Gemeindeleitung durch Laien, sofern die staatlichen Gesetze dem nicht entgegenstehen (z. B. bei Trauungen). Dies schließt den Vorsitz bei Gottesdiensten und die Eucharistiefeier ein, die ebenfalls von Laien geleitet werden kann (Priestertum aller Gläubigen)
- Eine gebildete Geistlichkeit, für deren Zulassung und Ordination pädagogische und professionelle Standards gelten, um die ethische Verantwortlichkeit zu überwachen und zu wahren
- Priorität für das ökumenische Leben.

## Ökumene
Die Christian Church gehört zu den Churches Uniting in Christ, einer ökumenischen Bewegung in den Vereinigten Staaten. Ziel dieser Bewegung ist es, die protestantischen Kirchen der USA ähnlich der United Church of Canada in Kanada und der Uniting Church in Australia in Australien zu einer  Mainline Church zusammenzuschließen. Zahlreiche konservativere Mitglieder stehen allerdings diesem Vorhaben wegen der vorherrschenden liberalen Theologie in einigen der  beteiligten Kirchen kritisch gegenüber.
Die Disciples of Christ waren eng in die Vereinigungsdiskussionen zwischen der United Church of Kanada und der anglikanischen Kirche Kanadas eingebunden, welche zu einer Church of Christ in Canada führen sollte. Kurz vor dem Abschluss im Jahr 1974 wurden die Verhandlungen jedoch abgebrochen. Die anglikanischen Bischöfe fürchteten, in einer größeren Denomination von den nichtepiskopalen liberalen Protestanten überstimmt zu werden. In den Vereinigten Staaten pflegen die Disciples of Christ weiterhin eine enge Verbindung mit der United Church of Christ.
Die verwandten Churches of Christ in Großbritannien sind seit 1981 größtenteils mit der United Reformed Church zusammengeschlossen.

## Mitgliedschaften
Die Christian Church (Disciples of Christ) ist Mitglied folgender Zusammenschlüsse:
- Churches Uniting in Christ
- National Council of Churches of Christ
- World Convention of Churches of Christ
- Ökumenischer Rat der Kirchen

## Varia
David Berg war ein US-amerikanischer Prediger und Gründer der Religionsgemeinschaft Children of God. Sein aus Schweden stammender Vater Hjalmar Berg war Prediger bei einer Christian Church. Dieser musste sein Amt aufgeben, weil er die bei einer Heilung gemachte Erfahrung seiner Ehefrau Virginia, geb. Brandt, in den Mittelpunkt seiner Verkündigung rückte. Das Ehepaar gründete daraufhin ein eigenständiges Evangelisationsteam.